# Caverna de Chauvet
A Caverna de Chauvet ou Chauvet-Pont-d'Arc está localizada ao sul da França. Tornou-se famosa em 1994 quando um trio de espeleólogos descobriu que ela continha os restos fossilizados de muitos animais, incluindo alguns já extintos. Mais importante que isso, descobriram que as paredes da caverna são ricamente decoradas com pinturas rupestres. Junto com Lascaux, Serra da Capivara e a Caverna de Altamira, é um dos sítios arqueológicos mais importantes do mundo.
As gargantas da região de Ardèche têm numerosas cavernas, muitas com importância geológica ou arqueológica. Entretanto a caverna de Chauvet é incaracteristicamente longa e a quantidade, qualidade e o estado de conservação das pinturas encontradas em suas paredes tem sido chamado de espetacular.
Parece ter sido ocupada por humanos em dois diferentes períodos. A maior parte das pinturas é do mais antigo (30.000 a 32.000 anos). A última ocupação  (25.000 a 27.000 anos) deixou poucas marcas, como a impressão de um pé de criança, restos de fogueiras e a fuligem das tochas usadas para clarear mas que enfumaçou as pinturas. A caverna ganhou esse nome por seu descobridor, Jean-Marie Chauvet, que a descobriu em 18 de dezembro de 1994, juntamente com Christian Hillaire e Eliette Brunel-Deschamps. Os pesquisadores acham que a caverna ficou intocada por 20.000 a 30.000 anos, em função de um deslizamento de terra que ocultou a entrada principal.
Foram catalogadas 435 pinturas de animais, descrevendo treze diferentes espécies, incluindo algumas que pouco ou nunca tinham sido encontradas em sítios equivalentes. Leões, panteras, ursos, aves predadoras parecidas com corujas, rinocerontes e hienas, além das espécies mais comuns, como cavalos, bovídeos e veados.
Tipicamente, como em outras cavernas, não existem figuras humanas completas. Nas paredes da caverna também podem ser vistas cerca de dez mãos em representações negativas e positivas, além de desenhos do sexo de mulheres. Pegadas de ursos no solo da gruta indicam que esses animais provavelmente hibernavam na caverna.
A caverna tem entrada rigorosamente restrita e controlada, para evitar danos às pinturas inestimáveis, sendo acessível apenas a alguns poucos pesquisadores.

## O filme de Herzog
Dezesseis anos depois da descoberta da caverna o diretor alemão Werner Herzog escreveu, dirigiu e narrou o filme A caverna dos sonhos perdidos, um documentário que mostra as imagens de arte parietal com a tecnologia em 3D, entre declarações dos cientistas (arqueozoólogos, espeleólogos, antropólogos) responsáveis pela exploração da caverna. Segundo o próprio Herzog, a tecnologia tridimensional, se utilizada como conceito e não como adendo de um filme, pode transformar o cinema numa experiência única e original.

## Cópia
Em abril de 2015, foi inaugurada uma cópia em tamanho real da caverna. No espaço, criado graças ao trabalho de arquitetos, pintores, escultores e outros artistas, podem ser admiradas réplicas das pinturas rupestres. A original nunca foi aberta ao público, para evitar a degradação da caverna.

## UNESCO
A Caverna de Chauvet foi incluída na lista de patrimônio Mundial da UNESCO por "conter os mais antigos e bem preservados desenhos figurativos do mundo, datando do Período Aurinaciano (30.000 a 32.000 a.C.), tornando-a um testemunho excepcional da arte pré-histórica"